# Актор Йоллер
«Актор Йоллер» — радянський чорно-білий телефільм 1960 року, знятий режисером Вірве Аруоя на Талліннській студії телебачення.

## Сюжет
Телефільм за однойменним оповіданням В. Пансо. Фільм розповідає про долю талановитого актора, який зазнався і втратив дорогу в житті та мистецтві. Тільки після важких випробувань, що випали на його долю, він зумів знову повернутись до справжньої творчості.

## У ролях
- Волдемар Пансо — Тоомас Йоллер
- Рутс Бауман — старий Аугуст
- Франц Малмстен — Ерпс
- Рудольф Нууде — Йоханнес
- Аксел Орав — Тагамаа
- Естер Паюсоо — Сир'є
- Лінда Руммо — Майя
- Кулно Сювалеп — Митлік
- Юрі Ярвет — Рутс Плутус
- Вальтер Соосирв — епізод
- Арвед Хауг — епізод
- Еві Рауер-Сіккель — епізод
- Каарел Тоом — колега по театру

## Знімальна група
- Режисер — Вірве Аруоя
- Сценарист — Юрі Ярвет
- Оператор — Антон Мутт
- Композитор — Геннадій Подєльський
- Художник — Лінда Андресте